# Basler Sackträger
Der Basler Sackträger (Typhonia melana) ist ein Schmetterling aus der Familie der Echten Sackträger (Psychidae). Die Art wurde 1837 von dem ungarischen Entomologen Imre Friváldszky von Friváld (1799–1870) als Euprepia melana beschrieben. Typhonia melana ist in Deutschland ein Neuankömmling mit Funden aus dem Jahr 2024 südlich von Heidelberg.

## Taxonomie
Lange Zeit galt Typhonia melana als ein Synonym oder eine Unterart von Typhonia ciliaris (Ochsenheimer, 1810). Arnscheid & Weidlich (2017) erhoben das Taxon erneut in den Status einer eigenständigen Art. Hättenschwiler beschrieb zuvor im Jahr 2000 Typhonia beatricis. Deren Trivialname „Basler Sackträger“ bezieht sich auf die Funde im Raum Basel. Später wurde Typhonia beatricis anhand von Ergebnissen molekularbiologischer Studien mit Typhonia melana synonymisiert und die Art „erbte“ oder „übernahm“ den Trivialnamen.

## Merkmale

### Imago
Es handelt sich um mittelgroße Falter. Im Gegensatz zu den meisten anderen Echten Sackträgern sind bei der Gattung Typhonia beide Geschlechter vollgeflügelt (makropter) und flugfähig. Die Männchen besitzen folgende Merkmale: Die Flügelspannweite liegt bei 24 mm. Die Fühler sind doppelseitig gekämmt (bipectinate). Die Vorderflügel sind länglich und dicht beschuppt. Sie weisen eine dunkelbraune Grundfärbung mit einer blassen weißlichen Musterung auf. Die Hinterflügel sind schwärzlich und ohne Musterung. Die Weibchen lassen sich wie folgt beschreiben: Die Flügelspannweite beträgt etwa 28 mm. Die Fühler sind annähernd fadenförmig (filiform). Die Flügel sind dunkelbraun ohne eine helle Musterung. Der Analbüschel hat dunkelbraune Härchen.

### Raupe und Raupensack
Die Raupensäcke sind mit kleinen Steinchen besetzt und sind etwa 27 mm lang und 6,5 mm breit. Damit ähneln sie den Larvensäcken der Waldköcherfliege, die jedoch wesentlich kürzer sind. Die Raupensäcke anderer in Deutschland verbreiteter Echter Sackträger haben nur pflanzliche Materialien versponnen. Die Raupen von Typhonia melana sind grünlich bis dunkelbraun gefärbt mit einer weißen Musterung. Die Vorderränder der vorderen Segmente sind breit hellbräunlich gefärbt.

## Vorkommen
Typhonia melana ist die am weitesten verbreitete Art ihrer Gattung in Europa. Daneben gibt es eine im Wesentlichen auf den Gebirgsraum (Alpen, Pyrenäen) beschränkte Art sowie eine oder zwei lokal am Mittelmeer auftretende Arten. Typhonia melana ist hauptsächlich in Südeuropa verbreitet mit Funden von der Iberischen Halbinsel, aus Italien und vom Balkan. Im Osten reicht das Verbreitungsgebiet bis nach Ostanatolien (Provinz Van, Türkei). Nach Norden hin gibt es Nachweise aus der Schweiz, aus Österreich und aus der Slowakei und neuerdings auch aus Deutschland. Ein erster Raupenfund in Deutschland gelang 2012 bei Weil am Rhein an der Schweizer Grenze.

## Lebensweise
Typhonia melana bevorzugt offenbar trockenwarme Lebensräume mit verschiedenen niedrigen Pflanzen, meist mit sandigen Böden. Als typische Biotope werden Straßenränder, Geröll, Steinbruchränder und lichte Wälder genannt. Typhonia melana gilt als polyphag mit einem breiten Spektrum an Raupennahrungspflanzen, darunter Gräser und Spitzwegerich. Die Raupen kann man schon im Herbst beobachten. Diese überwintern. Bei den Funden in der Schwetzinger Hardt nahe Heidelberg wurden die Raupen Anfang Juni gefunden. Diese verpuppten sich später in ihren Raupensäcken. Dazu spannen sie das vordere Sackende an eine Unterlage fest. Die Raupen ziehen sich bei Gefahr in ihren Raupensack zurück. Sie sind trotz des Tragens eines Raupensacks sehr beweglich und können auch senkrechte Oberflächen emporklettern. Die Falter konnten bei Heidelberg ab Mitte Juli beobachtet werden. Dabei handelte es sich um Weibchen, die sich am späten Nachmittag an Grashalmen sitzend aufhielten, möglicherweise auf der Suche nach einem Männchen. Für Südeuropa wird als Flugzeit Ende Juni bis Anfang September angegeben, mit den häufigsten Beobachtungen Ende Juli / Anfang August.

## Bilder

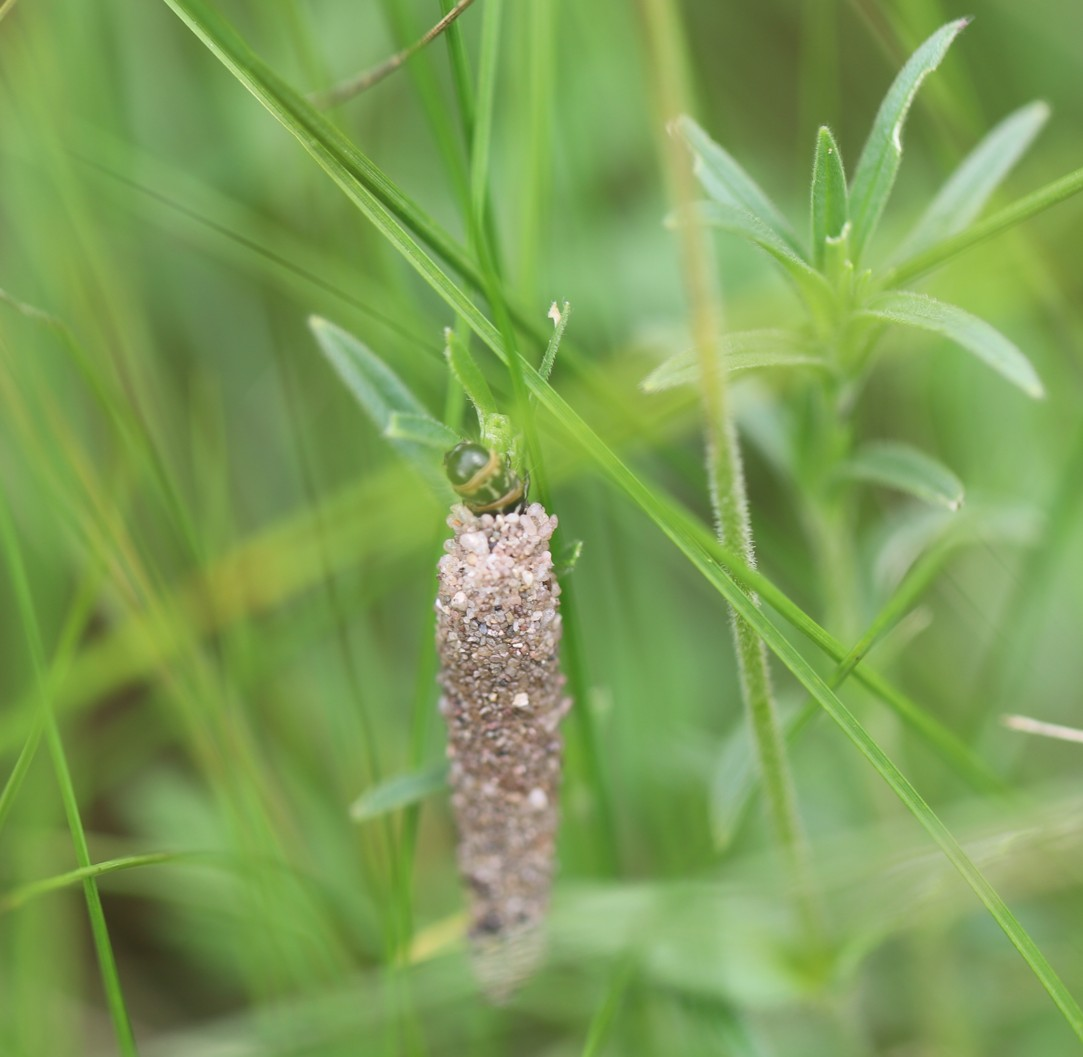
Raupe
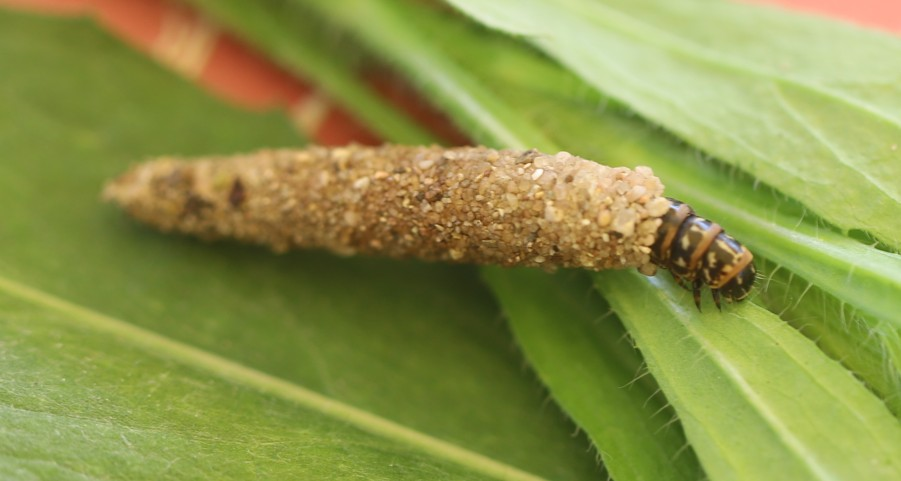
Raupe
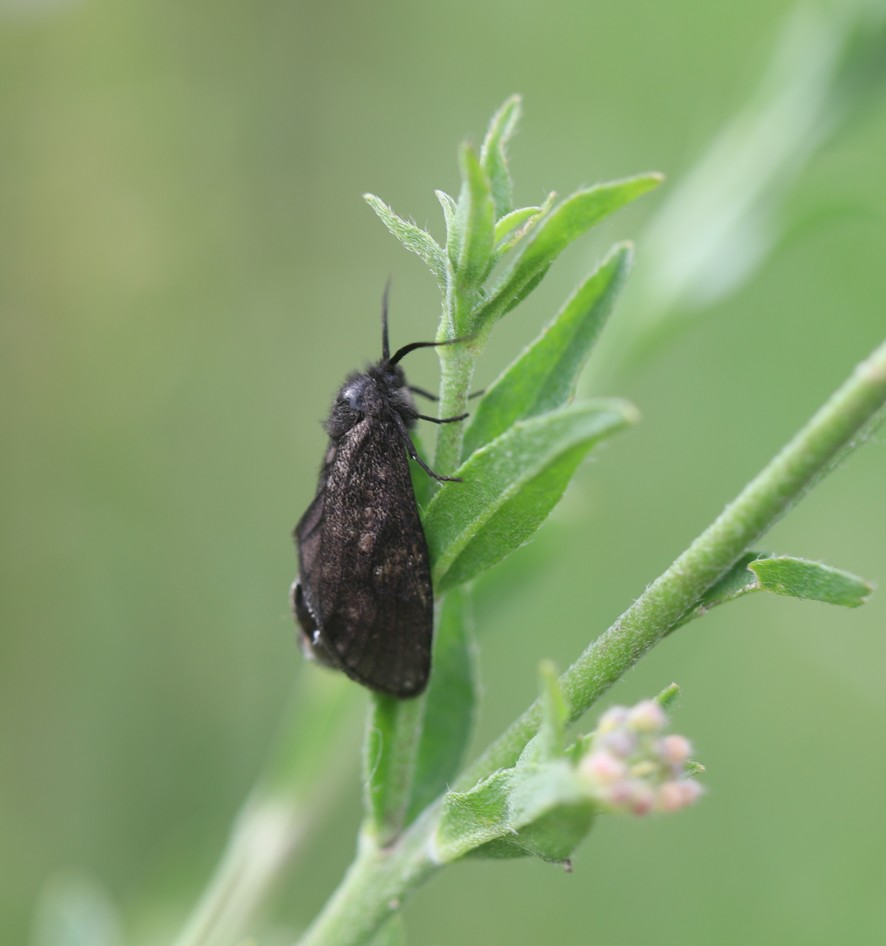
Weibchen
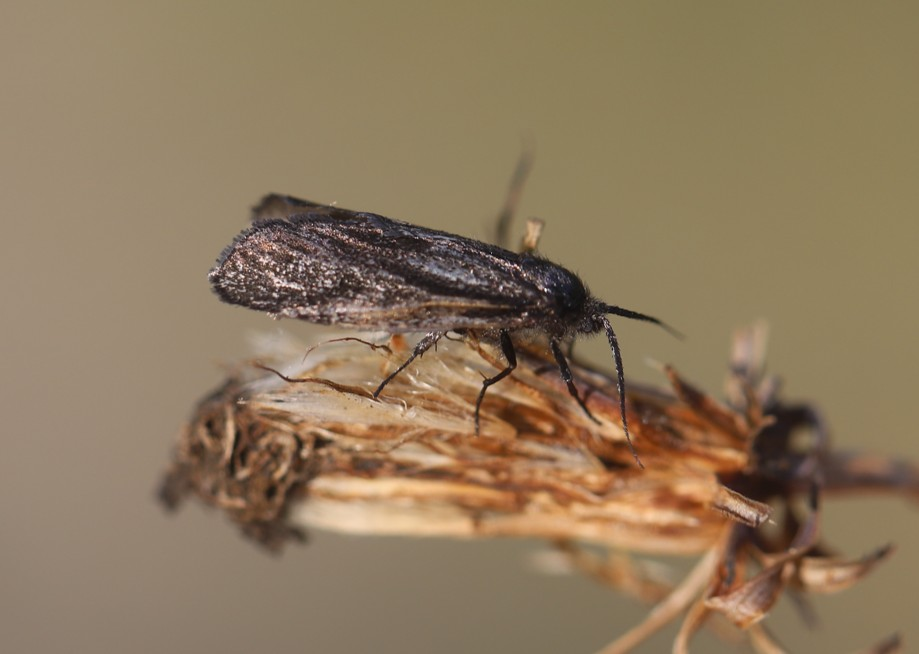
Weibchen